# Nagroda Grammy w kategorii Best Rap Solo Performance
Nagroda Grammy w kategorii Best Rap Solo Performance była przyznawana w latach 1991–2011, tak samo jak nagrody Grammy w siostrzanej kategorii, Best Rap Performance by a Duo or Group.

## XXI wiek
- Nagroda Grammy w 2011
  - Eminem za „Not Afraid”
- Nagroda Grammy w 2010
  - Jay-Z za „D.O.A. (Death of Auto-Tune)”
- Nagroda Grammy w 2009
  - Lil Wayne za „A Milli”

- Nagroda Grammy w 2008
  - Kanye West za „Stronger”
- Nagroda Grammy w 2007
  - T.I. za „What You Know”
- Nagroda Grammy w 2006
  - Kanye West za „Gold Digger”
- Nagroda Grammy w 2005
  - Jay-Z za „99 Problems”
- Nagroda Grammy w 2004
  - Brak zwycięzcy, podział kategorii na dwie oddzielne:
    - Best Female Rap Solo Performance: Missy Elliott za „Work It”
    - Best Male Rap Solo Performance: Eminem za „Lose Yourself”
- Nagroda Grammy w 2003
  - Brak zwycięzcy, podział kategorii na dwie oddzielne:
    - Best Female Rap Solo Performance: Missy Elliott za „Scream a.k.a. Itchin'”
    - Best Male Rap Solo Performance: Nelly za „Hot In Herre”
- Nagroda Grammy w 2002
  - Missy Elliott za „Get Ur Freak On”
- Nagroda Grammy w 2001
  - Eminem za „The Real Slim Shady”
- Nagroda Grammy w 2000
  - Eminem za „My Name Is”

## Lata 90. XX wieku
- Nagroda Grammy w 1999
  - Will Smith za „Gettin’ Jiggy Wit It”
- Nagroda Grammy w 1998
  - Will Smith za „Men in Black”
- Nagroda Grammy w 1997
  - LL Cool J za „Hey Lover”
- Nagroda Grammy w 1996
  - Coolio za „Gangsta’s Paradise”
- Nagroda Grammy w 1995
  - Queen Latifah za „U.N.I.T.Y.”
- Nagroda Grammy w 1994
  - Dr. Dre za „Let Me Ride”
- Nagroda Grammy w 1993
  - Sir Mix-a-Lot za „Baby Got Back”
- Nagroda Grammy w 1992
  - LL Cool J za „Mama Said Knock You Out”
- Nagroda Grammy w 1991
  - MC Hammer za „U Can’t Touch This”